# Matthias Walkner

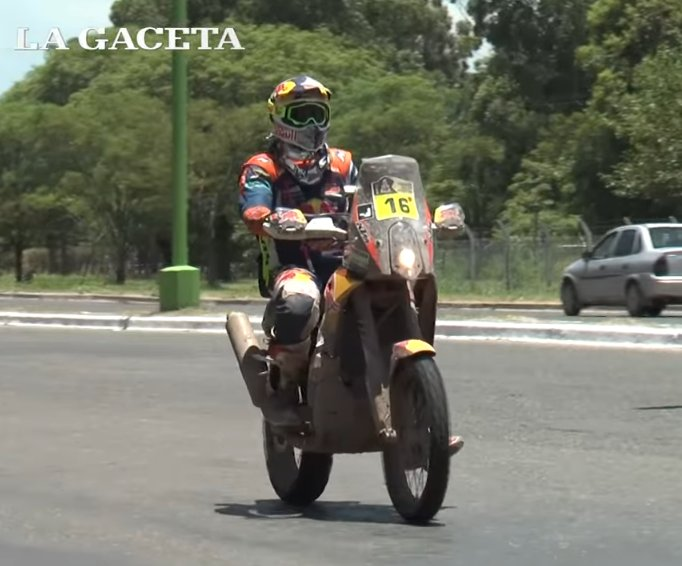
Walkner en Tucumán, Argentina, parte de la etapa 3 del Dakar 2017.

Matthias Walkner (1 de septiembre de 1986, Kuchl, Austria) es un piloto de motos austríaco, destacando en las especialidades de motocross, enduro y cross country. Es bicampeón del Campeonato Mundial de Rallycross en 2015 y 2021. En el Rally Dakar destaca su victoria de 2018, segundo en 2017 y 2019, y tercero en 2022 con KTM Red Bull Factory. 

## Carrera
Walkner comenzó a destacar en 2010 en motocross.
2012 sería un gran año para Matthias, ya que iría un paso más allá y se proclamaría campeón del mundo, pero esta vez en una categoría superior, el MX3. Además ese mismo año comenzó a competir en raid disputando el Rally de Marruecos donde acabaría dentro del Top 25. Al siguiente año, 2013 Walkner apenas competiría ya que mantuvo conversaciones con su mentor Heinz Kinigadner para dejar el motocross y embarcarse en el mundo del enduro y raid para poder disputar en un futuro el Rally Dakar.
Walkner dijo sí a la propuesta y en 2014, ya compitió en raid con grandes resultados. Ganó el Rally de Grecia y en el Rally de Marruecos acabó en un impresionante 11º puesto final en la general.
En 2015, compitió por primera vez en el Rally Dakar dejando una magnífica imagen. Ganó la tercera etapa (San Juan-Chilecito) y se puso tercero en la general. Sin embargo tras algunos problemas de navegación, pero sobre todo de moto, perdió esa plaza y se alejó del pódium, aunque siguió realizando grandes etapas. Su moto dijo basta antes de la décima etapa (Calama-Salta) poniéndose así punto final a su primer Dakar, en el que tuvo que abandonar, pero en el que dejó grandes sensaciones para el futuro, incluso llevándose una victoria de etapa.

## Resultados

### Campeonato Mundial de Rally Cross-Country de la FIM
| Año     | Clase | Vehículo | Posición | Puntaje | Victorias                   |
| ------- | ----- | -------- | -------- | ------- | --------------------------- |
| 2015    | Motos | KTM      | 1.º      | 90      | 1 (Cerdeña)                 |
| 2016    | Motos | KTM      | 11.º     | 26      | -                           |
| 2017    | Motos | KTM      | 3.º      | 95      | 1 (Marruecos)               |
| 2018    | Motos | KTM      | 3.º      | 75      | -                           |
| 2019    | Motos | KTM      | 14.º     | 24      | -                           |
| 2021    | Motos | KTM      | 1.º      | 103     | 2 (Abu Dhabi, Ruta de Seda) |
| Fuente: |       |          |          |         |                             |

### Rally Dakar
| Año     | Categoría | Vehículo | Posición | Victorias de etapa |
| ------- | --------- | -------- | -------- | ------------------ |
| 2015    | Motos     | KTM      | Ret.     | 1                  |
| 2016    | Motos     | KTM      | Ret.     | -                  |
| 2017    | Motos     | KTM      | 2.º      | 1                  |
| 2018    | Motos     | KTM      | 1.º      | 1                  |
| 2019    | Motos     | KTM      | 2.º      | 2                  |
| 2020    | Motos     | KTM      | 5.º      | -                  |
| 2021    | Motos     | KTM      | 9.º      | -                  |
| 2022    | Motos     | KTM      | 3.º      | -                  |
| 2023    | Motos     | KTM      | Ret.     | -                  |
| Fuente: |           |          |          |                    |

### RallyGP: Campeonato Mundial de Rally Raid
| Año     | Clase | Vehículo | Posición | Puntaje | Victorias |
| ------- | ----- | -------- | -------- | ------- | --------- |
| 2022    | Motos | KTM      | 8.º      | 35      | -         |
| 2023    | Motos | KTM      | 12.º     | 13      | -         |
| Fuente: |       |          |          |         |           |